# Lom Svatá Anna

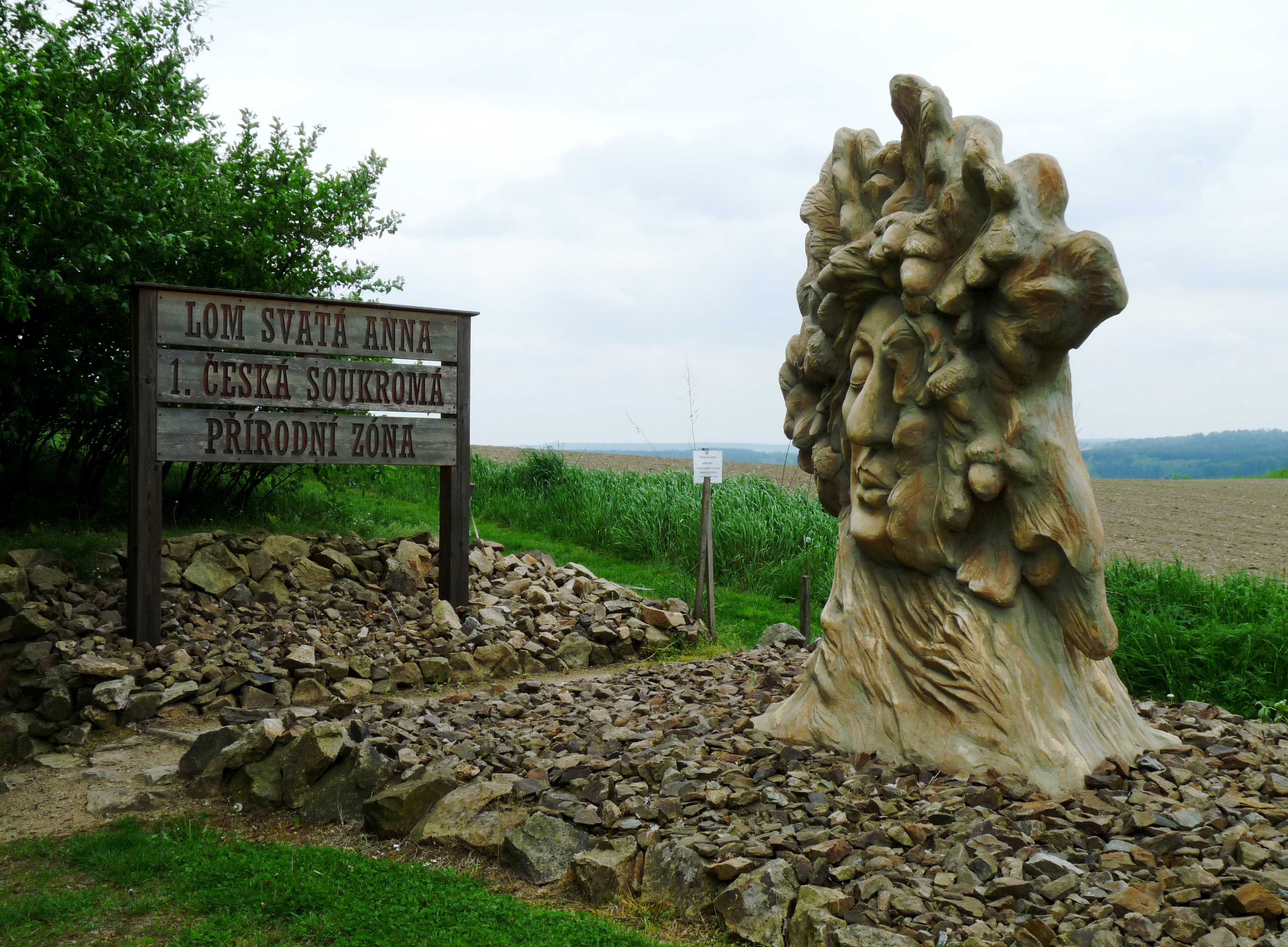
Socha Duběnka v přírodní zóně Lom Svatá Anna v Měšicích

Lom Svatá Anna je bývalý lom v katastrálním území Měšice u Tábora. Po revitalizaci lomu zde byla v červenci 2014 majitelem Viktorem Mačurou otevřena první soukromá přírodní zóna v Česku.

## Poloha
Lom Svatá Anna se nachází na severní straně stejnojmenného kopce, v nadmořské výšce 460 m n. m. Je tvořen zvětralými bioticko-silimantickými rulami širší konstantní zóny středočeského plutonu.

## Historie
V Lomu Svatá Anna se začal těžit kámen za první republiky, nebyl však příliš kvalitní a sloužil zejména k menším stavbám a opravám v blízkém okolí. V roce 1941 došlo k vyvlastnění části pozemku, kde se nacházela těžební stěna. Tato část byla zakoupena soukromou osobou z Měšic za peníze obce Měšice.
Po válce již skoro vytěžený lom tento občan daroval obci. Krátce poté byla oficiálně těžba kamene ukončena.
Dne 5. ledna 1996 byl lom zaregistrován jako „Významný krajinný prvek“. Od té doby je chráněn zákonem č. 114/1992 Sb., o ochraně přírody a krajiny.
Postupem času se naučila část občanů prostor využívat pro odpočinek, část jako odkladiště nepotřebných věcí. Na konci roku 2012 se toto významné území rozhodl podle vlastního projektu revitalizovat jeho majitel Viktor Mačura jen ze soukromých finančních zdrojů.

## Revitalizace
Revitalizace v Lomu Svatá Anna probíhala od roku 2012 do poloviny roku 2014. Došlo zde k vyřezání náletových křovin, k vyčištění jezírek a celého prostoru od skla, lahví, plechovek, kabelů a jejich obalů, pneumatik, svodidel, částí motorových vozidel, drátů, plastů, stavebního materiálu, hrnců, bot a starých hadrů. Byl zde částečně odtěžen suťový materiál od lomové stěny, upraven povrch u dvou jezírek, postavena mohyla pro brouky a motýly a vyrovnán prostor před vstupem do lomu.

## První soukromá přírodní zóna v České republice
Dne 5. července 2014 se Lom Svatá Anna po 2,5 roku trvající revitalizaci otevřel veřejnosti jako první soukromá přírodní zóna v České republice. Hlavním cílem projektu bylo zachránit toto výjimečné prostředí pro další generace a zvýšit jeho význam. Slavnostního otevření se zúčastnilo několik významných osobností, jako například RNDr. Václav Cílek CSc., významný český polyhistor, nebo Michal Olšiak, autor symbolu lomu nazvaného „Duběnka“.

### Galerie

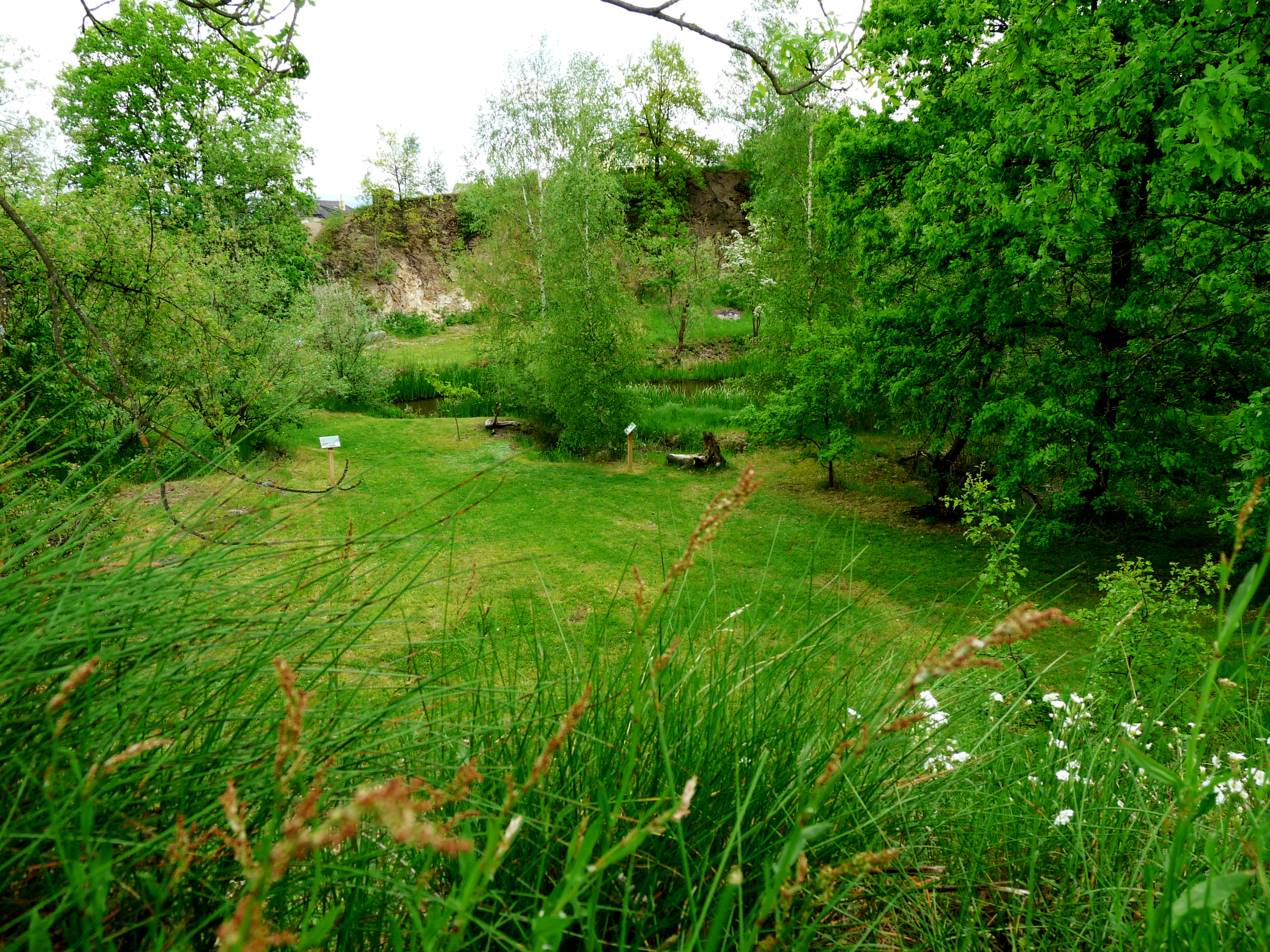
Rybník v přírodní zóně Lom Svatá Anna v Měšicích
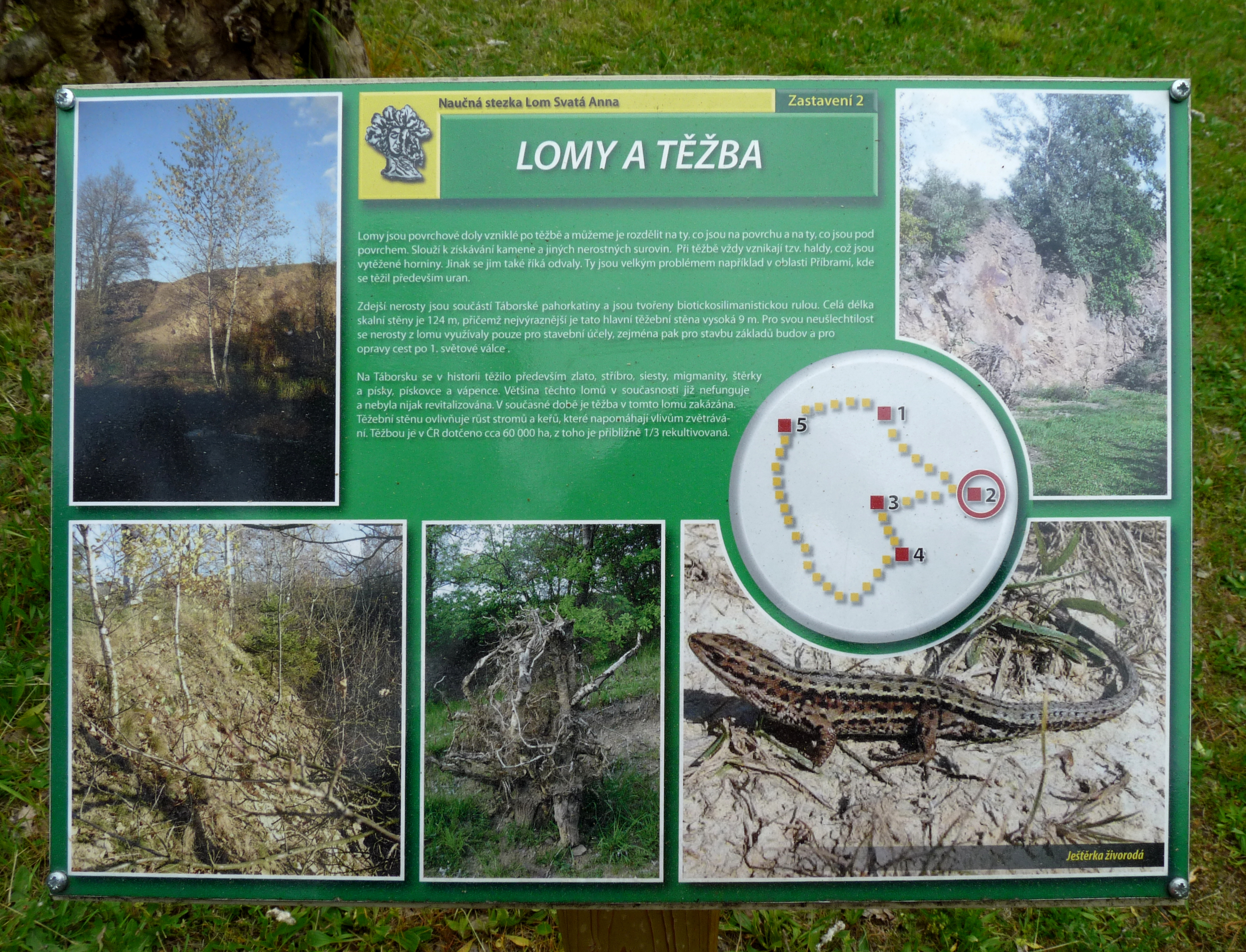
Informační tabule v přírodní zóně Lom Svatá Anna v Měšicích
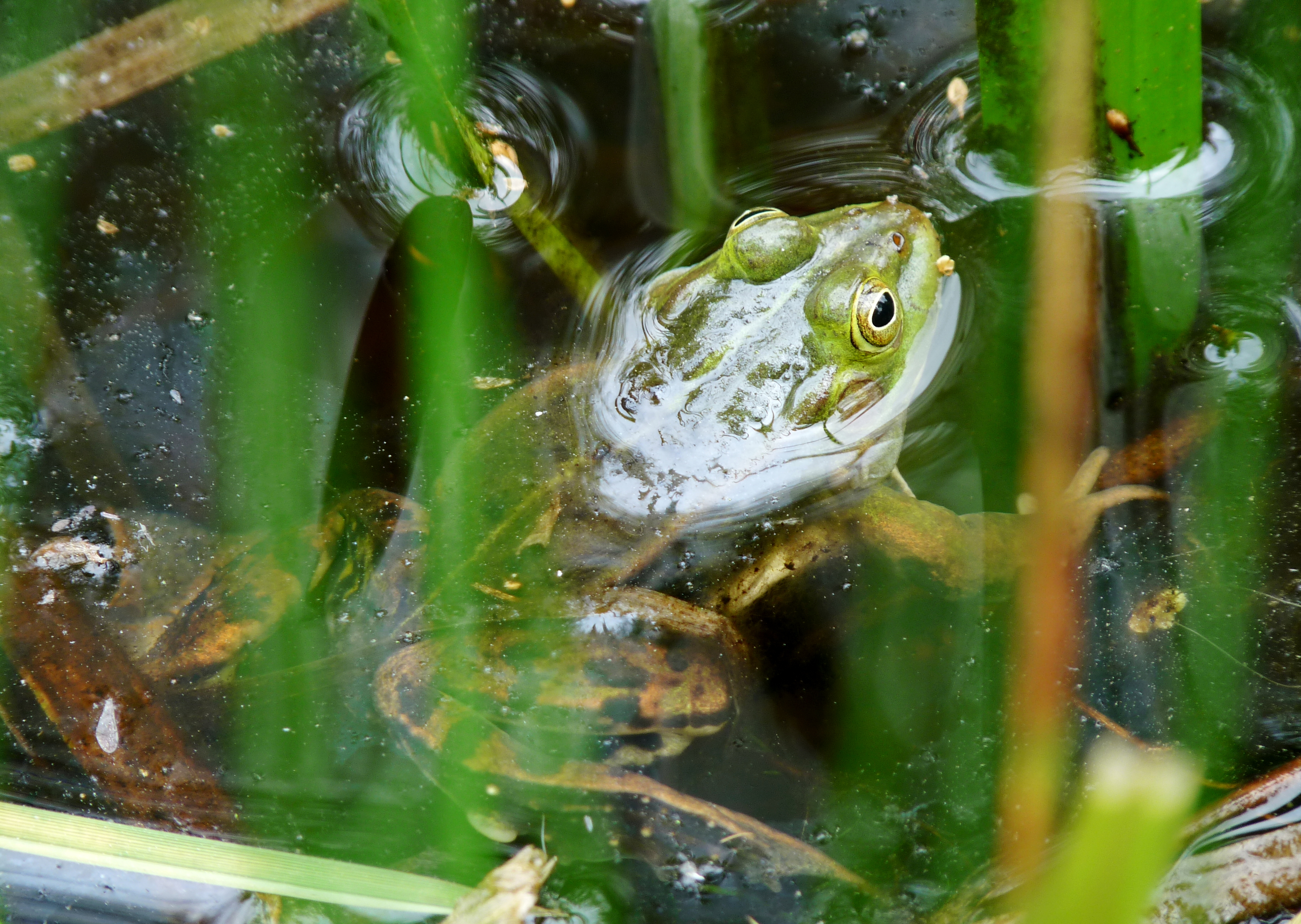
Skokan zelený v přírodní zóně Lom Svatá Anna v Měšicích
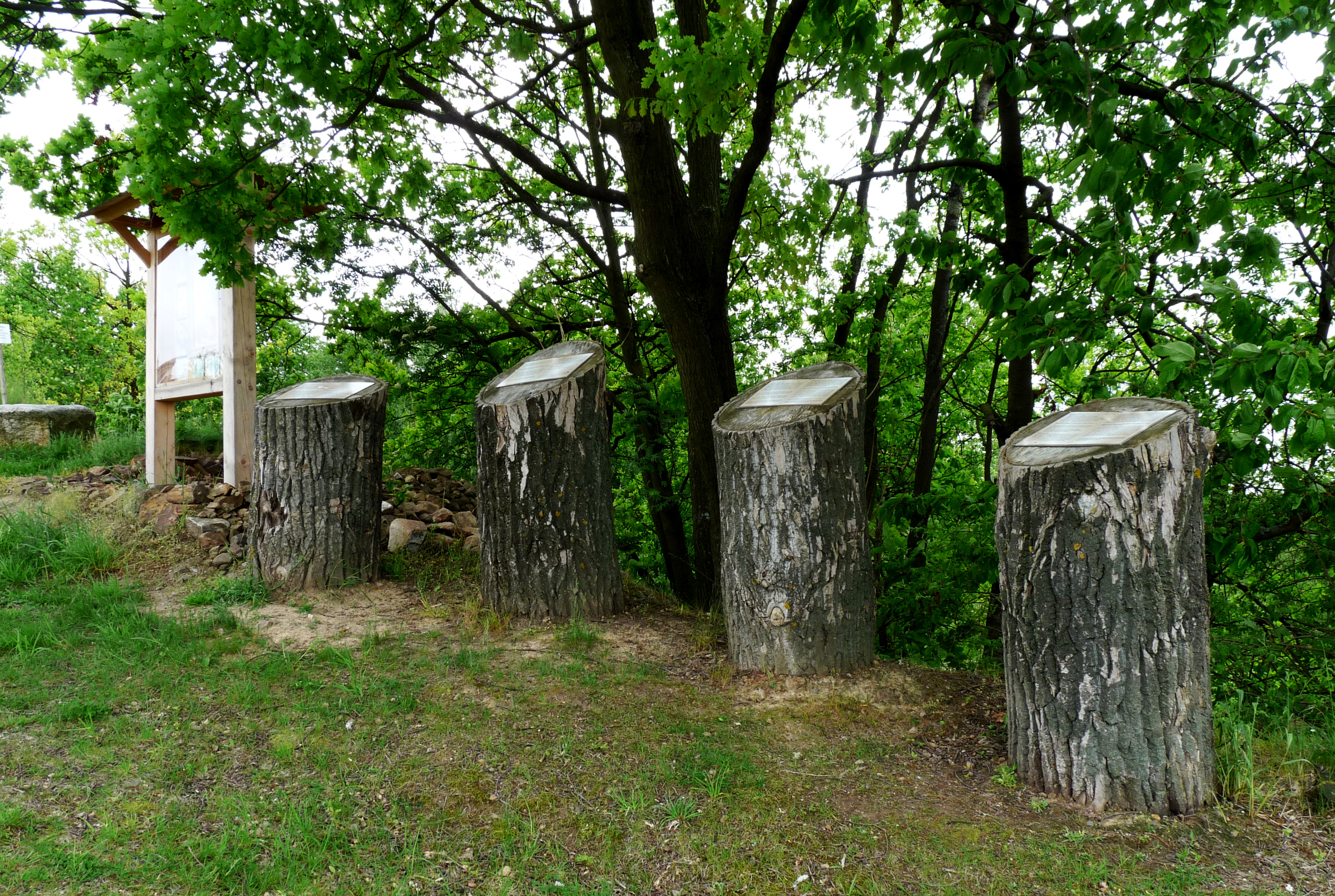
Informační tabule v přírodní zóně Lom Svatá Anna v Měšicích
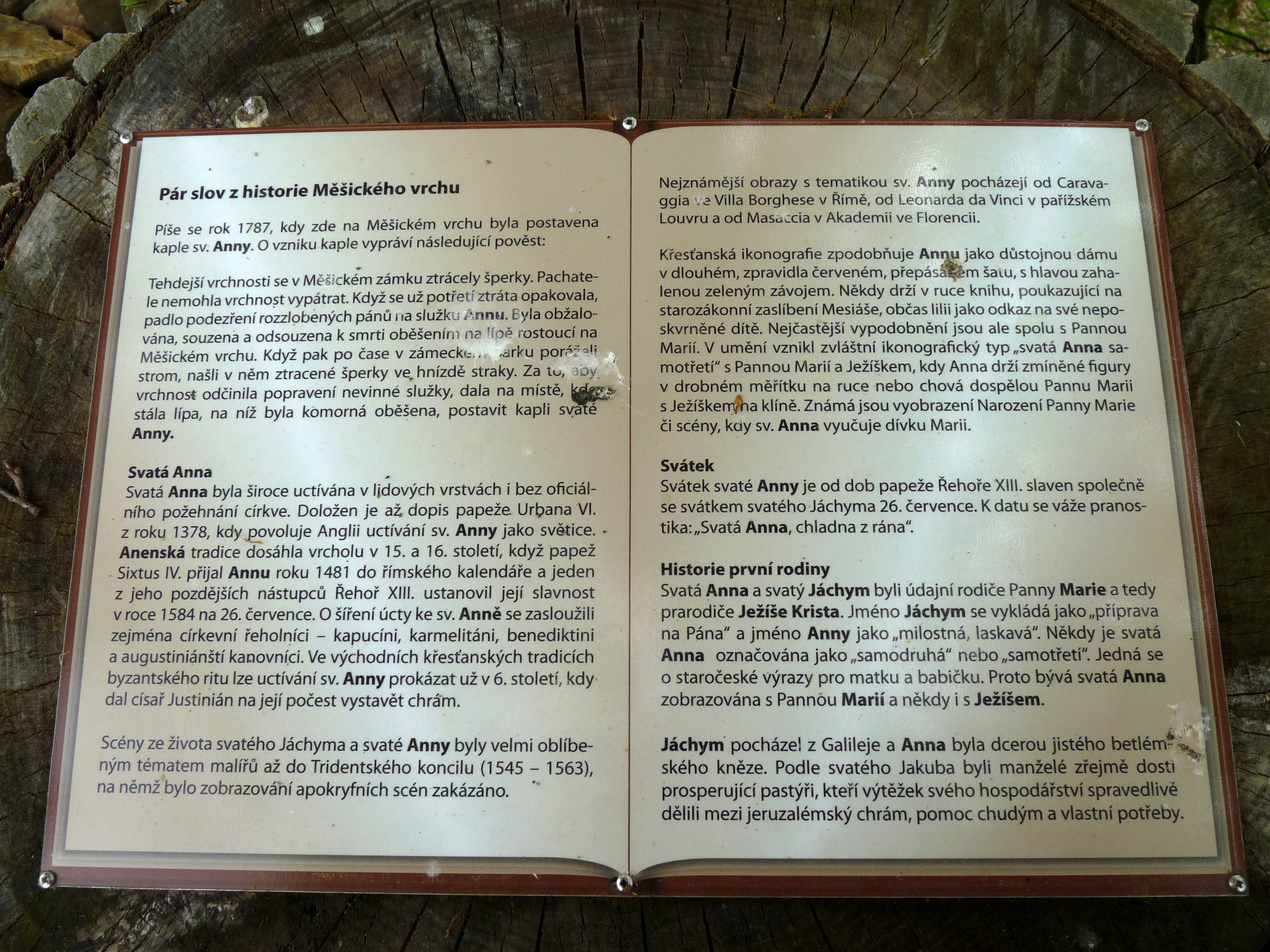
Informační tabule v přírodní zóně Lom Svatá Anna v Měšicích-detail
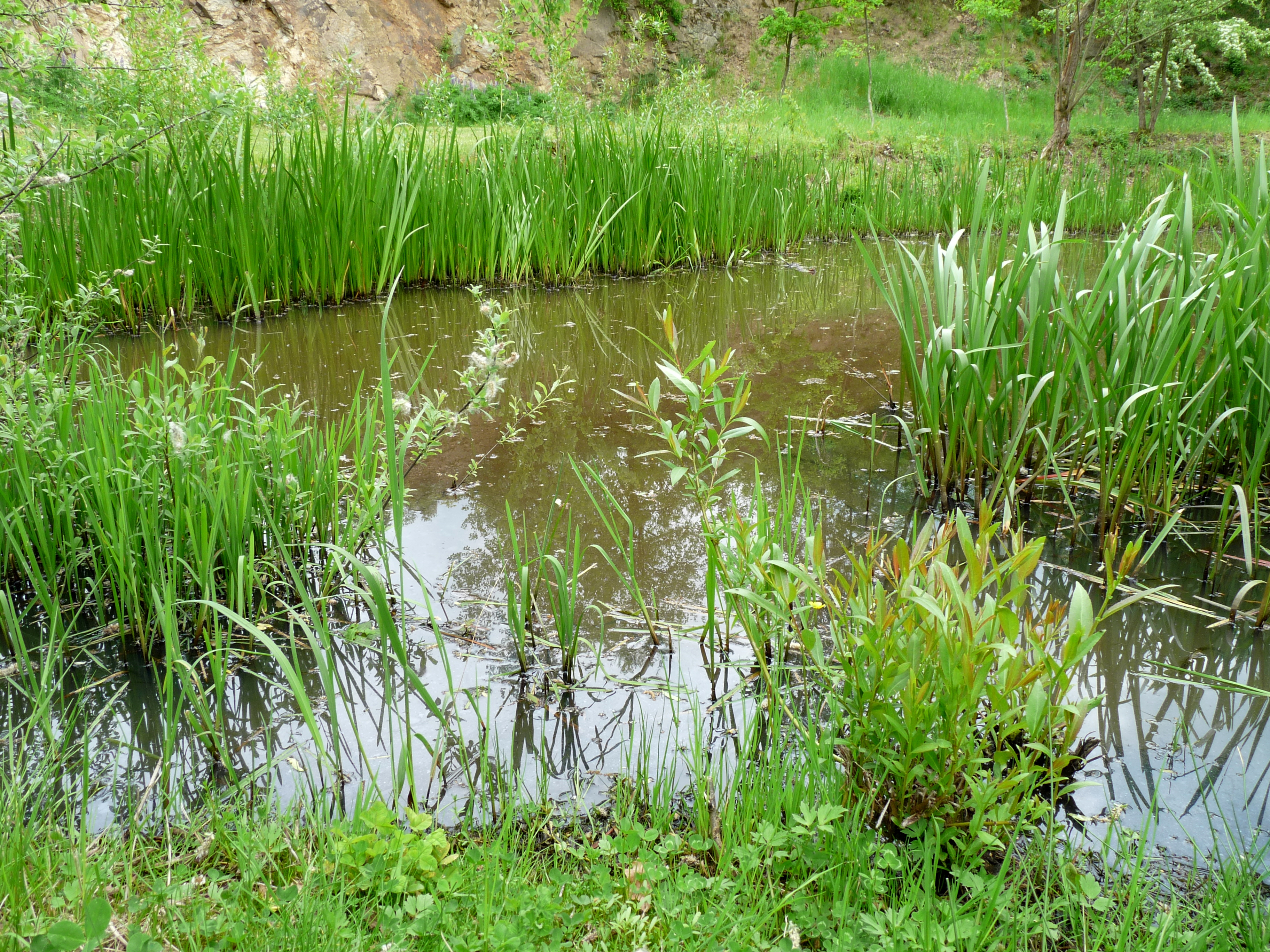
Rybník v přírodní zóně Lom Svatá Anna v Měšicích
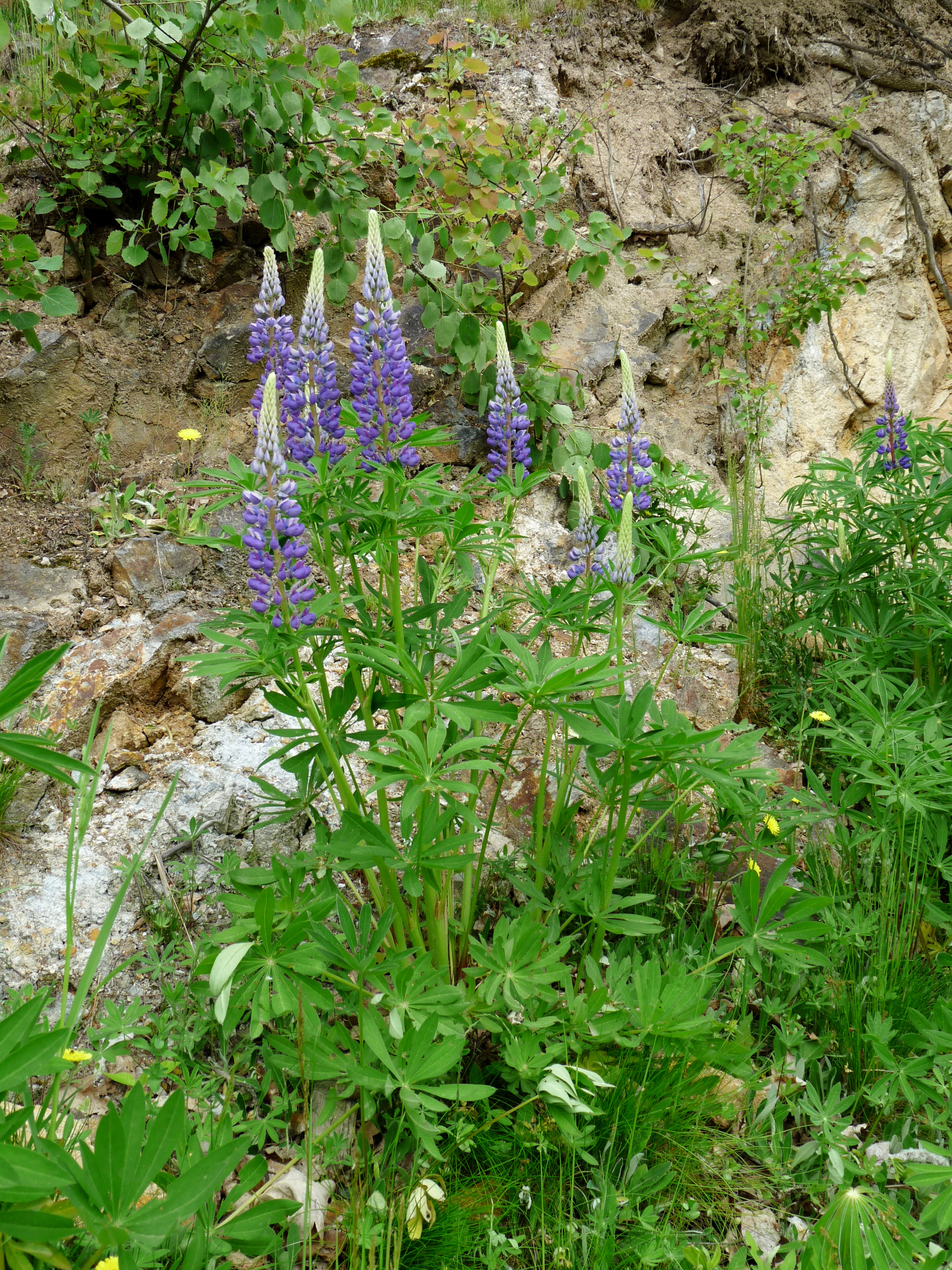
Vlčí bob mnoholistý v přírodní zóně Lom Svatá Anna v Měšicích
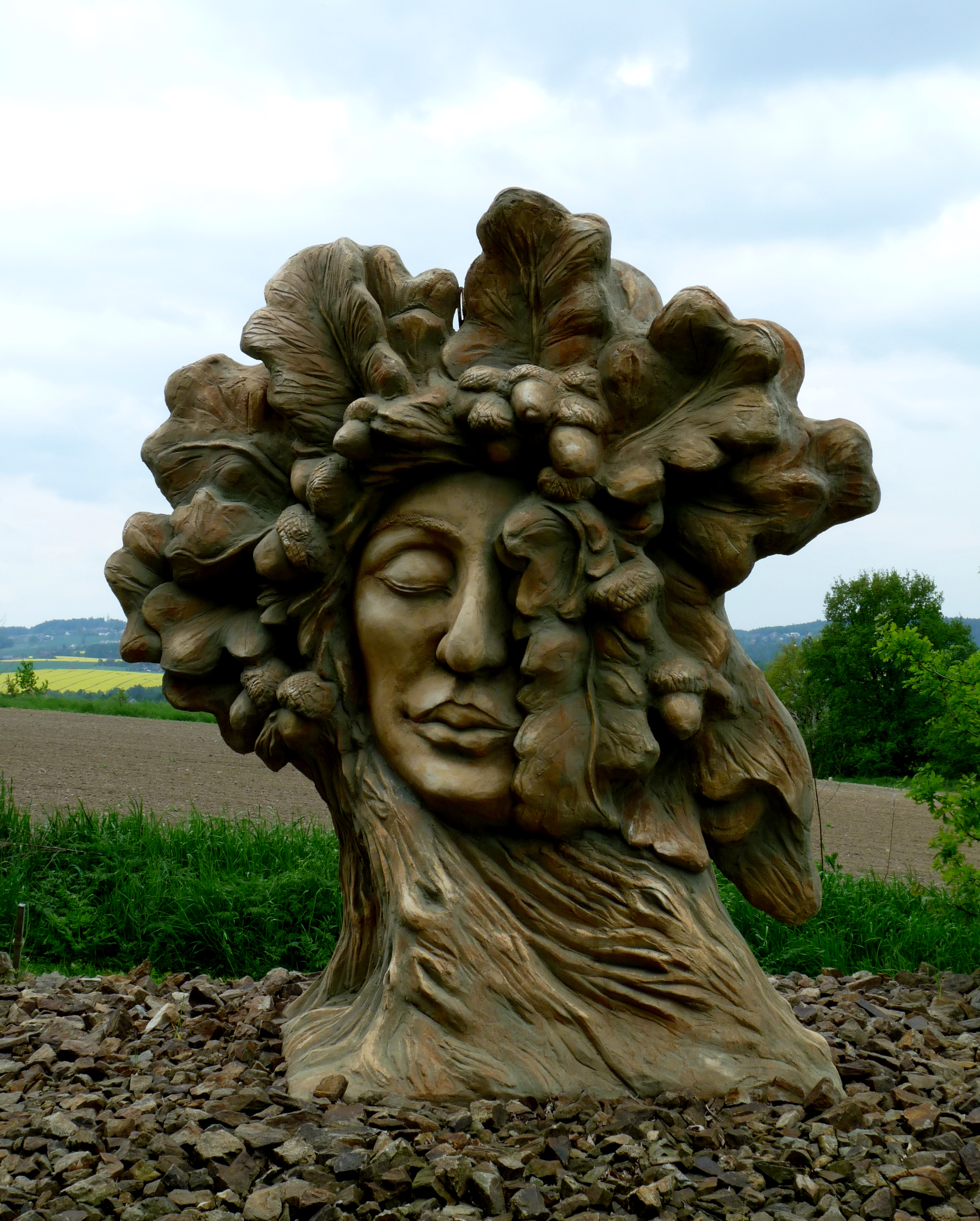
Socha Duběnka v přírodní zóně Lom Svatá Anna v Měšicích od Michala Olšiaka-detail